# Континент (журнал)
«Контине́нт» — русский литературный, публицистический и религиозный журнал, издаваемый первоначально (1974—1992) в Париже — ведущее издание «третьей волны» русской эмиграции, в 1992—2013 — в Москве.
Позиционировал себя как христианско-либеральное издание. Публиковал прозу, стихи, публицистику, литературную критику, обзоры периодики, журнальной прозы. С 2011 года перешёл на публикацию избранных старых материалов. С 2013 существует только как интернет-издание.

## История

### Эмигрантский период
Журнал «Континент» был основан в Париже в 1974 году как орган «свободной» русской мысли, российского и общеевропейского антикоммунистического «освободительного» движения.
Основатель журнала — русский писатель Владимир Максимов, который оставался главным редактором 17 лет.
Среди постоянных авторов и членов редколлегии были четыре лауреата Нобелевской премии. Журнал выходил четыре раза в год. Рабочая редакция с 1974 до 1992 года состояла из пяти человек: Владимир Максимов, Виктор Некрасов, Наталья Горбаневская, Василий Бетаки, Виолетта Иверни.
С 1974 по 1989 год западногерманское издательство «Axel Springer AG» оказывало значительную финансовую помощь журналу — 200 тысяч долларов в год. При этом цена печатания тиража одного номера составляла 20 тысяч долларов. В 1974 году тираж журнала составлял 7 тысяч экземпляров, позднее тираж упал до 2,5—3 тысяч.
Журнал, как литературный орган русской эмиграции, обращался к насущным проблемам и задачам антикоммунистического «освободительного движения». В режиме открытой дискуссии выражались различные мнения о жизни и литературе, прошлом, настоящем и будущем России. С большими трудностями номера журнала попадали и в Советский Союз, где за его чтение можно было получить срок заключения.
Как пишет А. Генис,

Журнал стал самым авторитетным изданием как в зарубежье, так и в России, куда он попадал нелегально. Задуманный как коллективный орган всей новой эмиграции, он включил в редколлегию четырёх нобелевских лауреатов и ненадолго объединил всех известных диссидентов и лучших литераторов зарубежья, включая Бродского и Синявского…
…"Континент", однако, развивался в направлении, противоположном тому, что предлагал Синявский. В стилистическом отношении журнал продолжал традиции социального реализма «Нового мира», в политическом — постепенно сдвигался вправо, занимая более авторитарные позиции, близкие скорее Солженицыну, чем Сахарову. Расхождения привели к тому, что уже в 1975-м Синявский вышел из редколлегии и основал вместе с женой М. Розановой небольшой, но изысканный журнал «Синтаксис», который стал полюсом притяжения для либеральной и прозападной эмиграции.

#### Авторы
В разные годы в парижском «Континенте» публиковались А. Авторханов, М. Агурский, В. Аксёнов, Л. Алексеева, Ю. Алешковский, А. Безансон, Н. Бетелл, Игорь Бирман, Д. Бобышев, И. Бродский, В. Буковский, Г. Владимов, В. Войнович, А. Галич, М. Геллер, П. Григоренко, Т. Горичева, М. Джилас, С. Довлатов, Вен. Ерофеев, Б. Кенжеев, Т. Кибиров, Н. Коржавин, В. Кривулин, Ю. Кублановский, Михаил Лемхин Э. Лимонов, И. Лиснянская, Л. Лосев, Ю. Малецкий (под псевдонимом Юрий Лапидус), Ю. Мамлеев, А. Михник, Е. Наклеушев, Э. Неизвестный, Ж. Нива, Б. Парамонов, Г. Плисецкий, Г. Померанц, А. Пятигорский, Г. Сапгир, А. Сахаров, А. Солженицын, В. Суворов, А. Терц, И. Чиннов, Б. Чичибабин, Л. Чуковская, А. Шмеман, Е. Эткинд и др.
В мемориальном отделе журнала впервые были опубликованы фрагменты романа В. Гроссмана «Жизнь и судьба», проза Ю. Домбровского, стихи Георгия Иванова, письма Б. Пастернака, миниатюры В. Розанова, заметки А. Тарковского, сочинения и письма Н. Бердяева, Л. Шестова и др.

### Российский период
С распадом Советского Союза политические и идеологические цели журнала оказались в основном исчерпанными. В 1992 году журнал был передан Максимовым в Россию и стал издаваться в Москве, сохранив частично основной состав прежней парижской редколлегии. В этот период усилилось религиозное направление журнала. Энциклопедия «Кто есть кто в России» (М., 1998) называла «Континент» «одним из лучших периодических литературных изданий».
С 1992 по 2013 год главным редактором журнала был Игорь Виноградов. С 2013 года главный редактор веб-журнала «Континент» Евгений Ермолин, бывший заместитель главреда.
«Континент» поступал в крупные общественные и университетские библиотеки мира. По инициативе и при участии журнала был проведён ряд крупных международных конференций в Москве, Париже, Риме, Нью-Йорке и Женеве (философия, религия, современная русская культура), шесть раз прошли в Париже, Москве, Вашингтоне и Варшаве Максимовские чтения «Прошлое, настоящее, будущее России» (1996, 1997, 1998, 1999, 2001, 2006).
С 2011 года перешёл на публикацию избранных старых материалов. С 2013 года существует только как интернет-издание.

#### Авторы
В 1990-е — 2000 гг. в журнале публиковались Сергей Аверинцев, Алесь Адамович, Анатолий Азольский, Виктор Астафьев, Белла Ахмадулина, Андрей Битов, Евгений Блажеевский, Дмитрий Галковский, Александр Карасёв, Марина Кудимова, Игорь Меламед, Александр Мень, Александра Петрова, Евгений Попов, Анна Русс, Ольга Седакова, Витторио Страда, Марк Харитонов, Сергей Чередниченко, Михаил Эпштейн, Сергей Юрский и др.

## Главные редакторы
Главными редакторами были:
- Владимир Максимов
- Игорь Виноградов